# كريستيان دوارتي
كريستيان دوارتي (بالإنجليزية: Christian Duarte)‏ (22 فبراير 1994 بهيوستن في الولايات المتحدة - ) هو لاعب كرة قدم أمريكي في مركز الوسط. لعب مع بروتلاند تمبرز 2 وVentura County Fusion ‏.

## وصلات خارجية
- كريستيان دوارتي على موقع قاعدة بيانات كرة القدم.إي يو (الإنجليزية)